# Reduvius
Reduvius is een geslacht van wantsen uit de familie Reduviidae (Roofwantsen). Het geslacht werd voor het eerst wetenschappelijk beschreven door Johann Christian Fabricius in 1775.

## Soorten
Het genus bevat de volgende soorten:
- Reduvius abyssinicus Miller, 1951
- Reduvius afgoius Linnavuori, 1976
- Reduvius agilis Miller, 1953
- Reduvius albipes Fabricius, 1794
- Reduvius ales Kiritshenko, 1966
- Reduvius annulatus Stål, 1855
- Reduvius annulipes (Reuter, 1881)
- Reduvius antinorii Miller, 1953
- Reduvius appetens Miller, 1951
- Reduvius arboricolus Miller, 1955
- Reduvius armipes Reuter, 1892
- Reduvius asper (Linnavuori, 1986)
- Reduvius autrani Reuter, 1893
- Reduvius azrael Kirkaldy, 1900
- Reduvius barbertonensis Miller, 1955
- Reduvius bergevini Dispons, 1960
- Reduvius bicolor Ren, 1981
- Reduvius bidens Linnavuori, 1964
- Reduvius biplagiatus Villiers, 1950
- Reduvius bitumineus Hesse, 1925
- Reduvius boyesi Distant, 1904
- Reduvius bruneaui Villiers, 1960
- Reduvius brunnipes Miller, 1951
- Reduvius buxtoni Miller, 1951
- Reduvius caillei Villiers, 1948
- Reduvius calvus Miller, 1955
- Reduvius camelus Miller, 1955
- Reduvius caprai Mancini, 1953
- Reduvius carinatus Reuter, 1892
- Reduvius cervinus Miller, 1955
- Reduvius christophi (Jakovlev, 1874)
- Reduvius ciliatus Jakovlev, 1879
- Reduvius cincticrus Reuter, 1887
- Reduvius cingalensis Miller, 1955
- Reduvius civilis Miller, 1951
- Reduvius collarti Schouteden, 1929
- Reduvius comatus Germar, 1837
- Reduvius congener Linnavuori, 1974
- Reduvius cristiferus Miller, 1955
- Reduvius curvidens Miller, 1955
- Reduvius decipiens Miller, 1955
- Reduvius decliviceps Hsiao, 1976
- Reduvius decoratus Villiers, 1948
- Reduvius delicatula Distant, 1909
- Reduvius diabolicus Bergevin, 1932
- Reduvius diatomus Zhang & Zhang, 1990
- Reduvius dicki Carayon, 1987
- Reduvius disciger Horvath, 1896
- Reduvius divergens Miller, 1955
- Reduvius domesticus Montrouzier, 1865
- Reduvius dorsalis Fabricius, 1803
- Reduvius eckerleini Dispons, 1965
- Reduvius egens Miller, 1951
- Reduvius elegans (Jakovlev, 1885)
- Reduvius elutus Miller, 1956
- Reduvius ephebus Dispons, 1963
- Reduvius errans Miller, 1955
- Reduvius esau Distant, 1904
- Reduvius exculptus Miller, 1951
- Reduvius exilis Miller, 1955
- Reduvius exsculptus Miller, 1951
- Reduvius falsus Linnavuori, 1961
- Reduvius fasciatus Reuter, 1887
- Reduvius fedtschenkianus (Oshanin, 1870)
- Reduvius festae Giglio-Tos, 1894
- Reduvius flavonotus Cai & Shen, 1997
- Reduvius foedatus Miller, 1951
- Reduvius formosus Varela, 1903
- Reduvius frater Schouteden, 1909
- Reduvius froeschneri Cai & Shen, 1997
- Reduvius frommeri Weirauch, Russell & Hwang, 2015
- Reduvius fuchsi Miller, 1951
- Reduvius funebris Schouteden, 1906
- Reduvius fusciceps Stål, 1858
- Reduvius fuscipes Stål, 1858
- Reduvius fusculus Miller, 1955
- Reduvius fuscus Signoret, 1891
- Reduvius garellii Mancini, 1954
- Reduvius gharibi Dispons & Villiers, 1967
- Reduvius gilbertae Villiers, 1976
- Reduvius gracilis Miller, 1955
- Reduvius gregoryi China, 1925
- Reduvius gua Dover, 1929
- Reduvius harterti Horvath, 1913
- Reduvius herero Miller, 1955
- Reduvius hingstoni Miller, 1955
- Reduvius humeralis (Scott, 1874)
- Reduvius imitator Miller, 1951
- Reduvius immitus Zhang, Sun & Zhang, 1994
- Reduvius immundus Miller, 1951
- Reduvius incultus Miller, 1951
- Reduvius inermis (Jakovlev, 1885)
- Reduvius infirmus Miller, 1955
- Reduvius insectus Linnavuori, 1974
- Reduvius insularis Linnavuori, 1964
- Reduvius israelensis Dispons, 1962
- Reduvius jakovleffi Reuter, 1892
- Reduvius johnstoni Miller, 1951
- Reduvius joveri Villiers, 1959
- Reduvius knyvetti Distant, 1902
- Reduvius komarowii (Jakovlev, 1885)
- Reduvius labeculatus Distant, 1902
- Reduvius lapidarius Miller, 1955
- Reduvius lasius Swanson, 2017
- Reduvius lateralis Hsiao, 1976
- Reduvius latiusculus Miller, 1954
- Reduvius lignarius Miller, 1955
- Reduvius limatus Miller, 1955
- Reduvius lituratus Miller, 1955
- Reduvius lloydi Miller, 1955
- Reduvius longipennis Miller, 1955
- Reduvius luteipes Distant, 1902
- Reduvius macellus Villiers, 1966
- Reduvius machadoi Villiers, 1952
- Reduvius maroccanus Vidal, 1937
- Reduvius marshalli Miller, 1951
- Reduvius mashonae Distant, 1908
- Reduvius mayeti Puton, 1886
- Reduvius melanocephalus Villiers, 1948
- Reduvius melanopterus Stål, 1874
- Reduvius meureri Miller, 1951
- Reduvius migiurtinus Mancini, 1962
- Reduvius minutus (Reuter, 1881)
- Reduvius mirei Villiers, 1973
- Reduvius mochii Mancini, 1939
- Reduvius modestus Miller, 1955
- Reduvius moestus Fabricius, 1794
- Reduvius montandoni Reuter, 1892
- Reduvius montanus Cai & Shen, 1997
- Reduvius montosus Cai & Shen, 1997
- Reduvius nanus Miller, 1951
- Reduvius nebulosus Klug, 1839
- Reduvius necatorius Miller, 1950
- Reduvius nicus Zhang, Sun & Zhang, 1994
- Reduvius nigeriensis Miller, 1955
- Reduvius nigerrimus Hsiao, 1976
- Reduvius nigricans Klug, 1830
- Reduvius nigricephalus Hesse, 1925
- Reduvius nigrocupreus Miller, 1955
- Reduvius nigrorufus Hsiao, 1976
- Reduvius notabilipes Montandon, 1892
- Reduvius nyasanus Miller, 1955
- Reduvius nyasanus Miller, 1956
- Reduvius obscuricollis (Stål, 1858)
- Reduvius obscurus Villiers, 1948
- Reduvius occultans Linnavuori, 1964
- Reduvius ochropus (Stål, 1855)
- Reduvius osiris Kirkaldy, 1855
- Reduvius pallipes (Klug, 1830)
- Reduvius paolii Mancini, 1940
- Reduvius parcus Kiritshenko, 1966
- Reduvius personatus (Linnaeus, 1758)
- Reduvius philbyi Miller, 1951
- Reduvius piceus Zhang, Sun & Zhang, 1994
- Reduvius plagiatus Miller, 1955
- Reduvius plagicollis Reuter, 1891
- Reduvius planifrons Miller, 1951
- Reduvius polystictus Gerstaecker, 1892
- Reduvius praemorsus Miller, 1951
- Reduvius pubicollis Walker, 1873
- Reduvius pustula Fabricius, 1803
- Reduvius putoni Reuter, 1891
- Reduvius pyrrhophorus Walker, 1873
- Reduvius rasipodus Hesse, 1925
- Reduvius renae Cai & Shen, 1997
- Reduvius ribesi Putschkov & Moulet, 2004
- Reduvius risbeci Miller, 1955
- Reduvius ritchei Miller, 1951
- Reduvius rudebecki Miller, 1956
- Reduvius ruficeps Hsiao, 1976
- Reduvius rufipennis Fabricius, 1803
- Reduvius satanas Villiers, 1964
- Reduvius scheibei Kiritshenko, 1938
- Reduvius scopsorum Schouteden, 1931
- Reduvius scorteccii Mancini, 1962
- Reduvius sculptus Miller, 1951
- Reduvius semenovi Jakovlev, 1903
- Reduvius semiflavus Walker, 1873
- Reduvius senilis Van Duzee, 1906
- Reduvius sericeus Miller, 1940
- Reduvius servus Miller, 1951
- Reduvius shandongianus J.-f. Zhang & X.-y. Zhang, 1990
- Reduvius signoreti Reuter, 1891
- Reduvius similis Mancini, 1953
- Reduvius somalicus Miller, 1951
- Reduvius sonoraensis Usinger, 1942
- Reduvius sorex Miller, 1955
- Reduvius suahelicus Miller, 1951
- Reduvius suffusus Miller, 1955
- Reduvius tabidus (Klug, 1830)
- Reduvius targui Villiers, 1948
- Reduvius tarsatus Germar in Silberman, 1837
- Reduvius tenebrifer Walker, 1873
- Reduvius tenebrosus (Stål, 1863)
- Reduvius tenuicornis (Jakovlev, 1889)
- Reduvius testaceus (Herrich-Schaeffer, 1845)
- Reduvius thesigeri Miller, 1955
- Reduvius tibestinus Villiers, 1936
- Reduvius tonkinensis Distant, 1919
- Reduvius transnominalis Distant, 1887
- Reduvius trifidus Miller, 1955
- Reduvius tristis Miller, 1956
- Reduvius turneri Miller, 1951
- Reduvius ursinus Miller, 1955
- Reduvius urundicus Schouteden, 1929
- Reduvius ustulatus Miller, 1956
- Reduvius uvarovi Miller, 1956
- Reduvius vagepictus Miller, 1956
- Reduvius vanderplaetseni Villiers, 1963
- Reduvius vanduzeei Wygodzinsky & Usinger, 1964
- Reduvius vansomereni Miller, 1956
- Reduvius varipes Linnavuori, 1964
- Reduvius viator Miller, 1955
- Reduvius vicarius Kiritshenko, 1938
- Reduvius waterstoni Miller, 1956
- Reduvius wellmanni Schouteden, 1909
- Reduvius yaeyamanus Ishikawa, Cai & Tomokuni, 2005
- Reduvius zavattarii Mancini, 1953
- Reduvius zebra Miller, 1956